# 魏世芬
魏世芬（1971年1月31日—），台灣音樂家，現職為聲音整治、音樂劇、流行歌曲演唱詮釋指導、聲樂伴奏，1995年獲全額獎學金於美國西敏合唱學院就學，在學主修「聲樂詮釋指導及鋼琴伴奏」，曾師事Dalton Baldwin、Helen York、J.J.Penna等名師 後受奧籍華裔鋼琴家、大鍵琴家林秋孜影響，選擇「歌曲詮釋指導」為職業，類似藝術顧問的功能，需透過對歌手與演員的交流和了解，發掘其潛力並提供藝術思考選項。
受到父親魏吉助的啟蒙影響，魏世芬早年的學習與工作重心在西方古典音樂與歌劇，而在父親過世前1年，她想刺激父親的語言反應區，而為中風的父親舉辦一齣台灣歌謠音樂劇《我們的土地、我們的歌》，而與台灣傳統民謠等本土音樂更有連結，此後也跟歌仔戲、電影、電視等領域合作，而後受到劇場界友人影響，投入中文戲劇與音樂配合的工作。其指導過的歌手，包括洪瑞襄、趙詠華、田中千繪、許效舜、澎恰恰、殷正洋、陳妍希、黃鶯鶯、徐懷鈺、賴雅妍、魏海敏、吳慷仁等，企業訓練如鼎泰豐給員工的聲音訓練也特別找她。也協助過《超級偶像》歌唱選秀節目。
擔任聲音詮釋指導多年的魏世芬，長期陪伴演員塑造角色聲音，在觀察和資料搜集下腦海中建立了角色資料庫，羅列各種不同背景與性格的人，用什麼方式說話，也使她在日常中與人對話時，就能在腦中解讀與配對，大略推論出說話者的職業、年齡、個性和身體狀況的各種「聲音密碼」。
自2012年開始，魏世芬開設大眾參與的聲音開發工作坊，課程內容包含認識基本聲音概念、學習「聽見」聲音、透過肢體動作和表情訓練改善發聲等，更涵蓋了「釋放內在」的練習，完整的將聲音與身體和心理狀態結合在一起，從療癒自己，重新清理與釋放，讓自己重新發亮為課程重心，更細緻的區分傳、送、達3個聲音層次，希望大家都能讓聲音開出一朵花，與兩廳院合作50+學院x兩廳院樂齡計畫，與學學文創及歌舞浪潮合作釋放內在聲音的課程，這些歷程也讓大家稱她為聲音魔法師和聲音療癒師，業界習慣暱稱她小芬老師。
從藝術舞台的演唱詮釋走回日常聲音交流運用，在2020年底出版「發聲什麼事？」記錄在工作坊課堂陪伴大家「幫聲音化妝」的過程，她認為聲音是每個人通往外在世界的名片，也是走進自己內心的鑰匙。

## 參與代表作
- 國家兩廳院 音樂劇《天堂邊緣》[9]（2004-2014年）
- 音樂時代劇場 音樂劇《渭水春風》[10]（2008-2016年）
- 音樂時代劇場 音樂劇《四月望雨》[11]（2008年）
- 音樂時代劇場 音樂劇《隔壁親家》[12]（2008-2015年）
- 台南人劇團 音樂劇《美女與野獸》[13]（2009年）
- 屏風表演班 音樂劇《百合戀》（2010年）
- 廣藝劇場 音樂劇《美麗的錯誤》（2011年）
- 台南人劇團 音樂劇《木蘭少女》（2011年）
- 北京開心麻花 音樂劇《我期待》（2014年）
- 天作之合劇場 音樂劇《天堂邊緣》[14]（2014年）
- 天作之合劇場 音樂劇《MRT》[15]（2014年）
- 全民大劇團 音樂劇《情人哏裡出西施》[16]（2014-2016年）
- 音樂時代劇場 音樂劇《少年台灣》[17]（2014-2016年）
- 一心歌仔戲 歌仔戲《芙蓉歌》（2015年）
- 國光劇團 京劇《孟小冬》[18]（2015年）
- 天作之合劇場 音樂劇《黑膠男孩》[19]（2015年）
- 天作之合劇場 音樂劇《寂寞瑪奇朵》[20]（2015-2018年）
- 全民大劇團 音樂劇《瘋狂偶像劇》（2015-2018年）
- 音樂時代劇場 音樂劇《微信2.0》（2016年）
- 明華園 歌仔戲《流星》（2016年）
- 廣藝劇場 音樂劇《天天想你》[21]（2016、2017年）
- 全民大劇團 音樂劇《超級伸展台》[22]（2016-2018年）
- 故事工廠 音樂劇《千面惡女》[23]（2017年）
- 國家兩廳院 音樂劇《菲林的映畫光年》[24](2017)
- 金枝演社 音樂劇那卡西歌舞喜劇《歡喜就好》[25](2018)
- 紅潮劇集 音樂劇《瑪莉皇后的禮服》[26](2018)
- 全民大劇團 音樂劇《賽貂蟬》[27]（2018-2019）
- 刺點創作工坊 音樂劇《再一次，夢想》[28](2019)
- 北藝大戲劇系 音樂劇《十二夜》(2018-2020)
- 全民大劇團 音樂劇《我的旁白人生》[29](2019-2020)
- 全民大劇團 音樂劇《你好，我是接體員》[30](2020)
- 故事工廠 音樂劇《妖怪臺灣》[31](2020-2021)
- 國家兩廳院 音樂劇《十二碗菜歌》[32](2020年）
- 臺中國家歌劇院 音樂劇讀劇音樂會《熱帶天使》[33](2020)
- 製作循環工作室 音樂劇 《分手快樂》[34](2020)

## 著作
- 《發聲什麼事？：4堂課找回聲音的力量，完整內在和外在的自己》 遠流出版社。2020[35]

## 經歷
- 台灣大學戲劇系兼任講師（2015-）
- 兩廳院藝術推廣課程聲音講師（2003-）
- 中正文化中心兩廳院節目部評議委員（2000-）

## 外部連結
- 國立台灣大學戲劇學系 （页面存档备份，存于）
- IC之音小芬的藝饗世界 （页面存档备份，存于）
- 個人部落格 小芬的異想世界 （页面存档备份，存于）
- 魏世芬的Facebook專頁